# Harriet Tubman
Harriet Tubman, ursprungligen Araminta Harriet Ross, känd som Black Moses eller Moses of her People, född i mars 1822 i Dorchester County i Maryland, död 10 mars 1913 i Auburn, New York, var en afro-amerikansk frihetskämpe och slaverimotståndare. Harriet spelade en stor roll i motståndet mot slaveri i USA. 1849 rymde hon från sina slavägare i Maryland, där hon hade arbetat som piga, skogshuggare, tvätterska och kokerska. Hon var aktiv abolitionist och insamlade information, organiserade flykter, ledde räder, var sjuksköterska, höll tal och samlade in pengar för olika välgörenheter, allt för kampen mot slaveri och rasism. Harriet har av många erkänts som en av de modigaste frihetskämparna genom tiderna tack vare sitt aktiva deltagande i både räder mot slavfarmar och sitt sätt att bryta normer och stå upp för sig själv. Harriet var också med i kampen om kvinnors rösträtt. 
2016 bestämdes det att Tubman skulle bli den första svarta kvinnan på en amerikansk dollarsedel. Tubman ska ersätta presidenten Andrew Jackson på 20-dollarsedlarna. Enligt en första tidsplan skulle sedeln introduceras 2020, när USA firade 100-årsjubileum med kvinnlig rösträtt. 2019 sköts lanseringen av sedeln upp till 2028.
Tonsättaren Thea Musgrave komponerade 1984 operan Harriet, the Woman called Moses som bygger på hennes historia.

## Biografi

### Ungdomsåren
Harriet Tubman föddes in i slaveri i Maryland. Det finns inte några bevarade dokument från hennes födelse, men det anses vanligen att hon föddes runt 1820. Tubman har själv hävdat att hon föddes 1825. Senare har det framkommit att hon med största sannolikhet var född 1822. Hennes föräldrar var förslavade afrikaner: Benjamin Ross och Harriet Greene. 
Tubman genomlevde många svåra år av omänsklig behandling under sin tid som slav. När hon var fem år gammal hyrdes hon ut för att arbeta för en annan ägare. Där piskades hon, vilket hon bar ärr från under hela sitt liv. När hon fortfarande var mycket ung slog en förman henne i huvudet med en tung vikt, vilket ledde till att hon under resten av sitt liv drabbades av epileptiska attacker. Hon sägs ofta ha vandrat omkring i sitt hus om natten högljutt klagande.
Tubman föddes under namnet Araminta Ross, men ändrade senare till sin mors förnamn i samband med att hon ca 1844 gifte sig med den frie mannen John Tubman.Vid den här tiden levde ungefär hälften av den svarta befolkningen i östra Maryland som fria människor, och giftermål mellan fria och slavar var vanligt. Inte mycket är känt om giftermålet mellan Harriet och John Tubman men om de hade några barn så hade dessa fötts som slavar.

### Flykt och abolitionistisk karriär

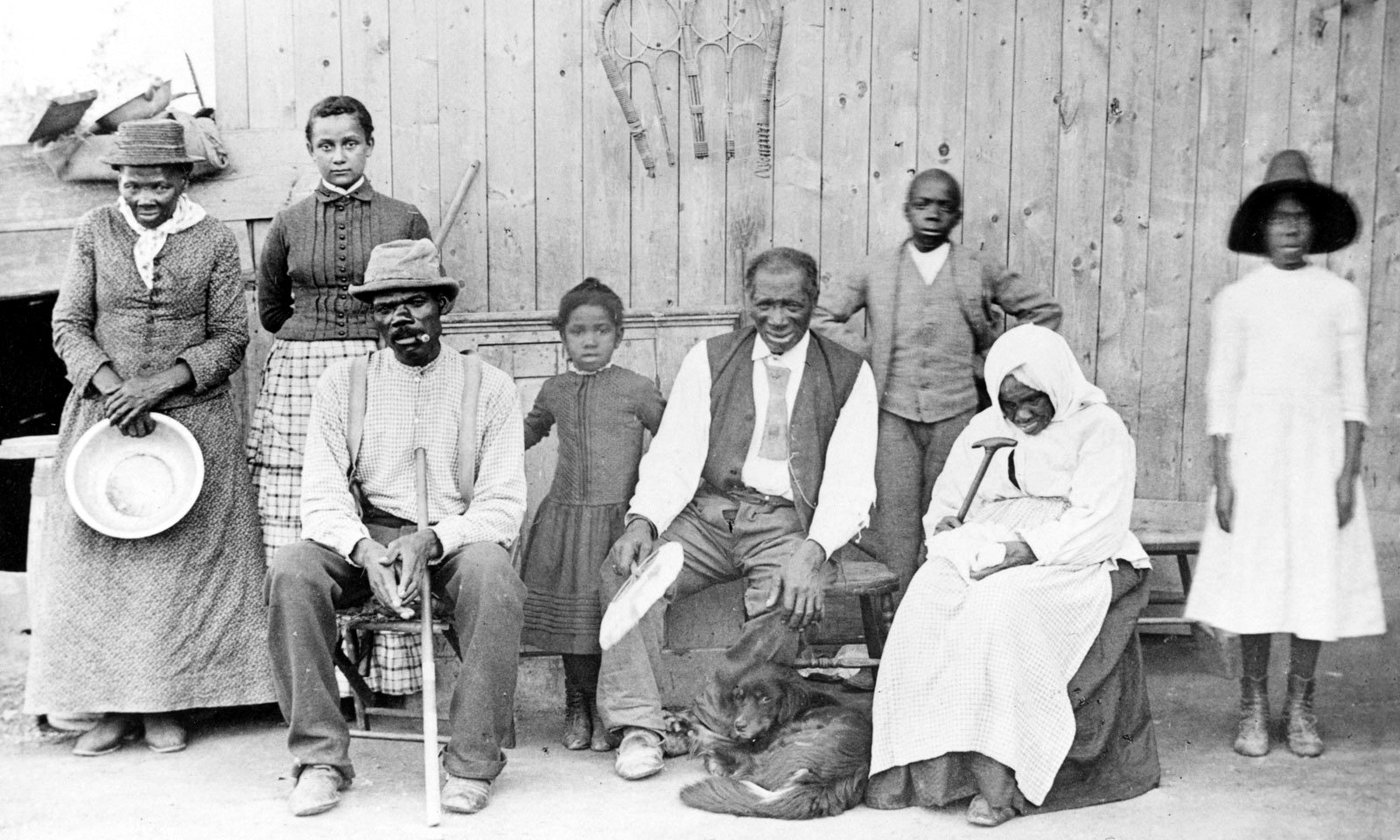
Tubman, längst till vänster, och en grupp befriade slavar. Ca 1885.

När Tubman fick höra att slavarna på plantagen skulle säljas tog hon sin frihet i sina egna händer och flydde norrut. Hon lämnade sin man som inte ville följa med henne. På vägen fick hon hjälp av kväkare som var medlemmar av den abolitionistiska rörelse som upprätthöll den hemliga flyktrutten (Underjordiska järnvägen).
Tubman gjorde många resor söderöver för att hjälpa andra förslavade afrikaner att fly, och de kom att kalla henne för Moses. Detaljerna kring Tubmans arbete är omtvistade. Under resorna sägs Tubman personligen ha hjälpt runt 300 människor att fly undan slaveriet utan att själv bli tillfångatagen eller som hon själv sa förlora någon passagerare. Detta trots att en belöning på sammanlagt $40 000 utlysts för hennes tillfångatagande, den högsta belöning som utlystes för någon "konduktör". 
Historikern Kate Clifford Larson - som forskar på Harriet Tubman - hävdar dock att belöningen är en myt, och att Tubman räddade ca 70 slavar, och instruerade 70 till hur de kunde fly.
Under det amerikanska inbördeskriget (som pågick 1861-1865) arbetade Tubman, förutom som kokerska och sjuksköterska, också som spion för nordstaterna, återigen utan att någonsin tas till fånga. Under inbördeskriget hjälpte hon hundratals människor som var fast i slaveri att fly till nordstaterna. En av hennes mest märkvärdiga räder var den mot Combahee Ferry där det sägs att hon fritagit mer än 700 slavar med hjälp av bland annat John Brown.
1863 ledde Tubman en räd mot Combahee River Ferry i Colleton County, South Carolina och befriade hundratals slavar. Detta var den första militära operation i USA som planerades och genomfördes av en kvinna. Tubman hade i förklädnad besökt plantagerna i förväg och givit slavarna där instruktioner att vara redo att springa till floden, där nordstatskepp skulle vänta på dem. Under räden förekom skottväxling mellan nordstats- och sydstatstrupper, och båda sidor drabbades av förluster.

### Efter kriget
Efter kriget flyttade Tubman till Auburn, New York, där hon tog hand om sina åldrande föräldrar. Som svart kvinna fick hon ingen pension för sitt arbete under kriget, och av det hon hade gav hon mycket till välgörenhet. Hon finansierade sitt arbete bland annat genom att ge ut en självbiografi, men levde ofta i fattigdom. Den 18 mars 1869 gifte hon sig med den 22 år yngre Nelson Davis. De var gifta i 20 år, fram till Davis död, och 1874 adopterade de en dotter vid namn Gertie.
Hon var aktiv i suffragettrörelsen och talade för kvinnors rösträtt i Boston, New York och Washington, D.C.
När Tubman blev äldre lades hon in på ett hem för äldre afroamerikaner, som hon själv tidigare hade hjälpt till att etablera. Efter sin död 1913 blev hon en symbol för amerikanskt mod och frihet.

## Eftermäle
Tubmans liv har skildrats i en rad sånger, romaner, skulpturer, målningar, filmer och teaterproduktioner. Bland annat i låtarna Harriet Tubman's Ballad av Woody Guthrie, Harriet Tubman av Walter Robinson och den instrumentella Harriet Tubman av Wynton Marsalis. 
Thea Musgraves opera Harriet, the Woman Called Moses, hade premiär 1985.
Nedslagskratern Tubman på planeten Venus är uppkallad efter henne.
Filmen Harriet från 2019 skildrar Harriet Tubmans liv.